# Sant Baldiri de Llobregat
Sant Baldiri és una església a la vila de Sant Boi de Llobregat (el Baix Llobregat) inclosa en l'Inventari del Patrimoni Arquitectònic de Catalunya.
L'actual edifici de l'església és un edifici d'estil barroc construït entre els anys 1725 i 1752; obra costejada completament pel rector Mossèn Francesc Alberti. Es va erigir sobre una antiga església romànica, de la qual en l'actualitat encara es conserven algunes restes. Segons sembla, l'església romànica de Sant Boi s'havia edificat al s. XI o xii, encara que l'existència d'una parròquia de Sant Baldiri es documenta ja al s. X.
Des de la plaça de l'església es pot veure una panoràmica de tot el delta del Llobregat i de Barcelona sud. Aquesta església és també coneguda com la catedral del Baix Llobregat.
A l'interior s'hi troba la tomba de Rafael Casanova, Conseller en cap de Barcelona durant el Setge de Barcelona (1713-1714).

## Arquitectura
Església parroquial de tres naus cobertes amb volta. La seva orientació presenta la capçalera al nord, la façana al sud i els costats laterals a est i oest. Aquesta orientació no és arbitrària i respon a dos factors fonamentals. Primerament, l'església barroca fou bastida sobre les restes d'una romànica del segle xi, aprofitant alguns dels arcs de la capçalera de la primitiva església, que s'orientava com era habitual a l'est, per a travar el mur lateral oriental de la segona (vegeu fitxa específica). En segon lloc, la primacia de la façana com a element barroc s'adiu amb una orientació a migjorn que la il·lumina millor.
La façana, amb la seva torre campanar octogonal, està feta de carreus de pedra ben tallats i aparellats. Destaca el seu barroquisme accentuat, tant per les cornises i frontons curvilinis de la porta i la fornícula centrals, com pels seus elements estructurals: verticalitat accentuada per l'escalinata d'accés i pels obeliscs amb esferes de la cornisa, amb preponderància de línies corbes en aquesta, contraforts que imiten pilastres, etc.

### Clau de volta
Gòtica, representa el Déu Pare assegut en majestat sobre la volta del cel, per això el fons és ple d'estrelles. Té les barbes partides i una llarga cabellera i fa el signe de beneir amb la mà dreta. El vestit i la capa que duu són recollits en plecs damunt el genoll esquerre. Duu nimbe o corona. A la rectoria trobem un retaule de Sant Baldiri del 1448 d'estil gòtic, obra del pintor Lluís Dalmau.

### Restes de l'antiga església
Restes de construcció romànica en la que es veuen clarament dos arcs de mig punt correlatius, amb les seves respectives impostes i muntants; l'empremta d'un arc més gran amagat per l'arrebossat del mur actual i que és la continuació dels arcs anteriors; i un tram de mur cantoner. Es troben incorporades al mur oriental de l'actual església barroca. Aquesta orientació fa pensar que els elements podrien correspondre a la part del possible transsepte i capçalera de la primitiva església del segle xi, formada possiblement per un absis central i dues absidioles laterals a cada costat. Actualment es poden apreciar uns carreus ben tallats i aparellats i impostes sense decorar. La pedra és gres rogenc de pedrera local.

## Història
L'Església de Sant Baldiri està bastida sobre una anterior de la mateixa advocació, ja que és el patró de Sant Boi des de temps alt medievals. Al 966 ja es troba documentada com a parròquia. Inicialment era una església preromànica de la qual no ha pervingut res. Se sap que l'any 1040 ja es treballava en l'església romànica, ja que hi ha documentat que un tal Escluva va fer una donació de vi "ad ipsa cobertura" de Sant Baldiri.
Era una imponent església romànica amb coberta de fusta, que va fer les funcions de parròquia junt amb la de Sant Pere, molt propera i que va acabar per desaparèixer a la Guerra del Francès. Mn. Francesc Albert va impulsar la construcció de la nova parròquia iniciant-se les obres el 1710 i donant-se per finalitzades amb l'inici del culte el 1752. En principi encara hi havia el cementiri adossat, però amb les noves lleis del segle xix es va traslladar i es va guanyar espai per a la Plaça de l'Església. De l'església anterior es conserva cinc arcades de mig punt tapiades i una clau de volta del Pare Etern sota la rosassa del cor. Dels retaules que contenia només s'ha conservat la taula central del retaule de Sant Baldiri, de Lluís Dalmau. L'orgue també fou destruït i de l'Arxiu Parroquial una bona part.

## Galeria d'imatges

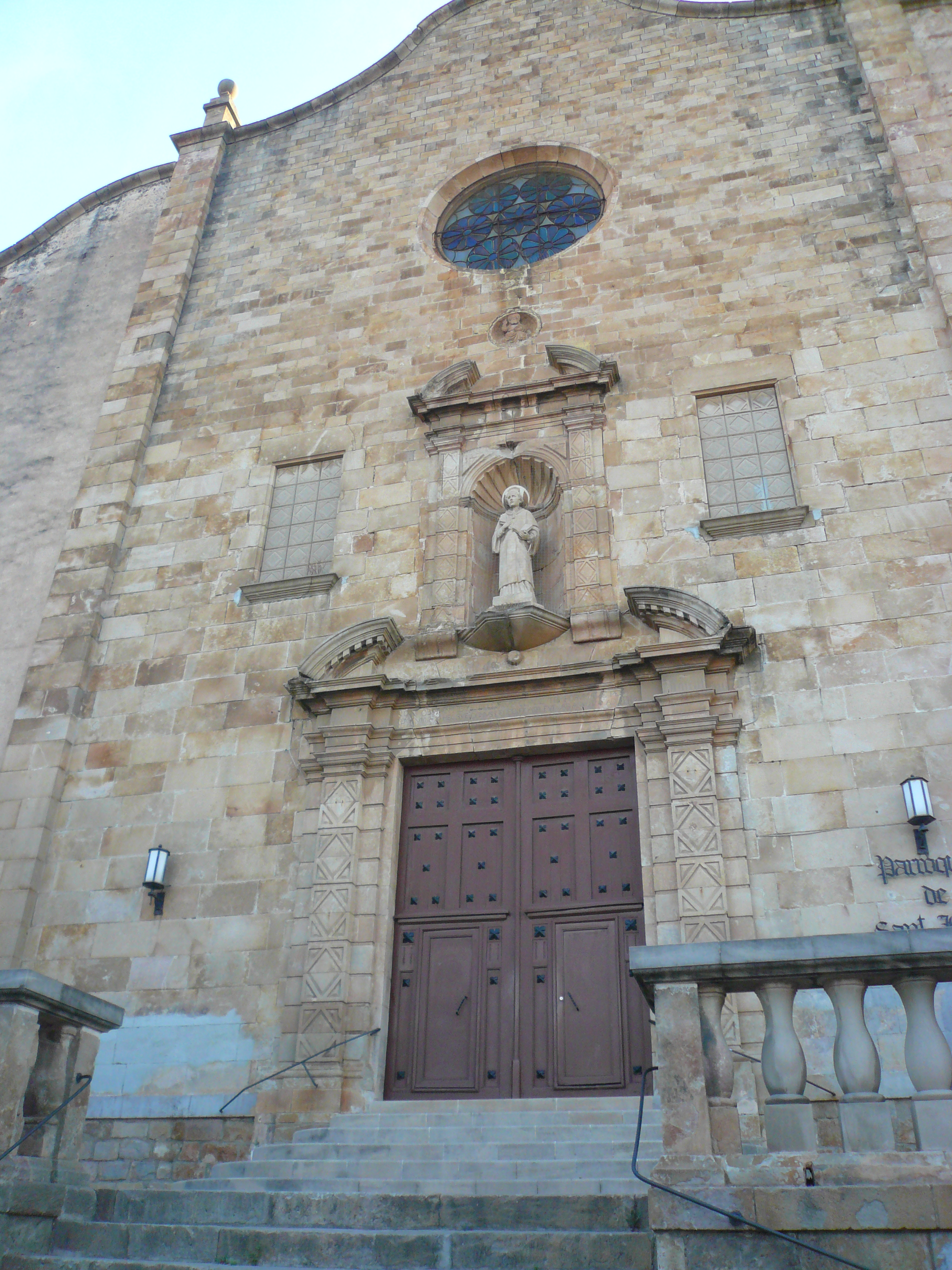
Façana de l'Església de Sant Baldiri a la Plaça de la Constitució de Sant Boi de Llobregat
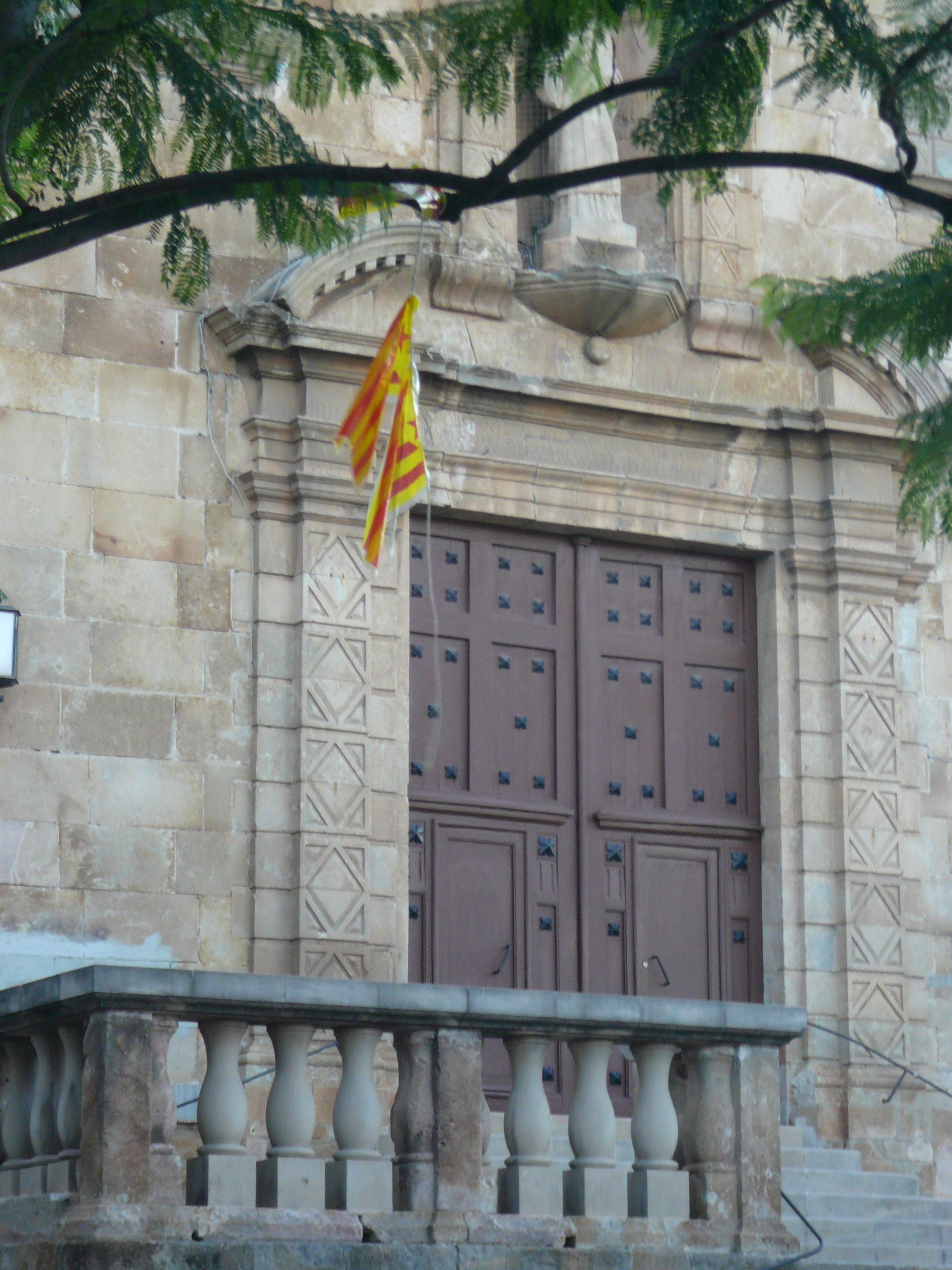
Sant Baldiri
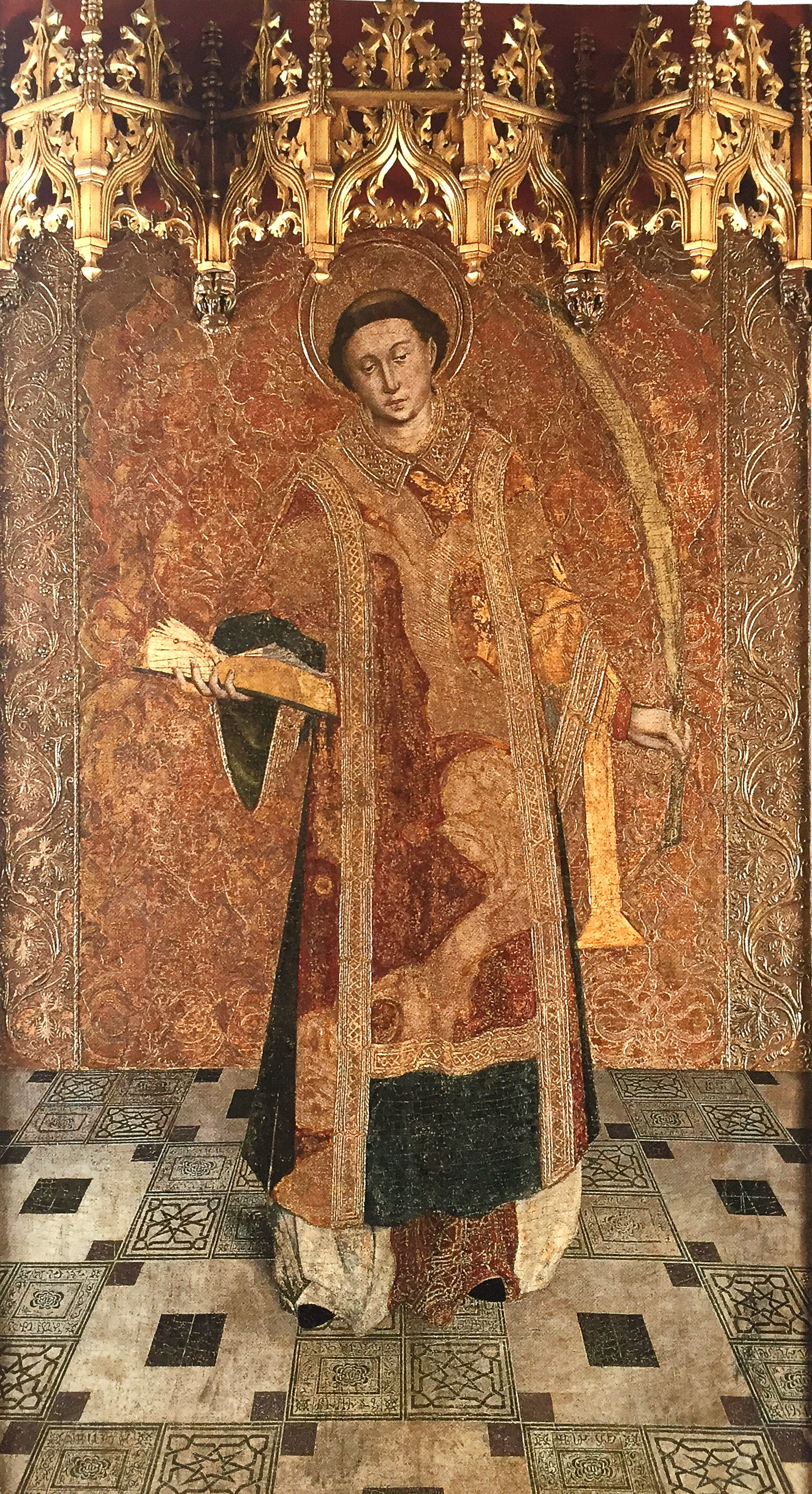
Pintura de Lluís Dalmau representant Sant Baldiri a l'interior de l'església